# Cratere Manton
Manton  è un cratere sulla superficie di Venere. È intitolato in onore delle sorelle britanniche Manton, Sidnie (zoologa, 1902-1979) ed Irene (botanica, 1904-1988).